# Rigi-Scheidegg-Bahn
Rigi-Scheidegg-Bahn (RSB) je bývalá úzkorozchodná železnice o rozchodu 1 000 mm ve Švýcarsku v kantonu Schwyz. Trať spojovala vrcholovou stanici Rigi Scheidegg ve výšce 1 648 m n. m. s níže položeným Rigi Kaltbad ve výšce 1 453 m n. m. a tratí Vitznau-Rigi-Bahn

## Popis
Trať byla vybudována od roku 1871 a v době dokončení byla nejvýše položenou železniční tratí v Evropě. Stavba železnice vyžadovala rozsáhlé zemní a skalní práce, na trati byl vybudován tunel 70 m délky a železný most délky 50 m. Z tohoto důvodu byla železnice otevřela ve dvou fázích. První úsek byl otevřen 14. července 1874 v části k lázním Unterstetten a druhá část byla otevřena 1. června 1875 do Scheideggu.
Na trati byla provozována pouze parní trakce, jeden parní vůz. Trať s rozchodem 1 000 m a délky 6 747 m měla nejvyšší sklon 50 ‰.
22. ledna 1878 společnost zkrachovala a parní vůz byl prodán v konkurzu. 13. prosince 1879 převzala dráhu nová společnost, Vitznau-Rigi-Bahn, která dráhu provozovala do 20. září 1931, kdy byl provoz ukončen a drážní vozidla byly prodány. V roce 1942 byly sneseny i koleje.
Původní železniční trať, její podklad, slouží dnes jako celoroční turistická trasa. Rigi Scheidegg je nyní přístupný lanovkou Kräbel-Scheidegg, která patří pod Arth-Rigi-Bahn.